# Старое Раменье (Смоленская область)
Старое Раменье — деревня в Вяземском районе Смоленской области России. Входит в состав Семлёвского сельского поселения. Население — 9 жителей (2007 год). 
Расположена в восточной части области в 40 км к юго-западу от Вязьмы, в 1 км южнее автодороги Р134 «Старая Смоленская дорога» Смоленск — Дорогобуж — Вязьма — Зубцов. В 24 км севернее деревни расположена железнодорожная станция Алфёрово на линии Москва — Минск.

## История
В годы Великой Отечественной войны деревня была оккупирована гитлеровскими войсками в октябре 1941 года, освобождена в марте 1943 года.